# الدرك الوطني (فرنسا)
الدرك الوطني هي قوة عسكرية، مكلفة بمهام الشرطة تحت إشراف وزارة الداخلية ووزاة الدفاع. مختلفة عن الشرطة، وهي عادة ما تكون مكلفة عن الأمن في المناطق الريفية وشبه الحضرية، في حين أن الشرطة الوطنية هي المسؤولة عن المناطق الحضرية. قوة الدرك والشرطة لكل منهما إقليمه المختص به، (ZGN) للدرك الوطني، أو (ZPN) للشرطة الوطنية. يمثل (ZGN) حوالي 50٪ من السكان الفرنسيين و 95٪ من التراب الوطني.
الدرك يضمن مهام مختلفة التي جعلته خاصا:
- مهام الشرطة القضائية: الكشف عن الجرائم، والبحث والقبض على المخالفين للقانون الجنائي والتحقيق الجنائي.
- مهام الشرطة الإدارية: الأمن العمومي، المحافظة النظام، مساعدة وإغاثة، حركة المرور.
- مهام عسكرية: شرطة عسكرية[1]، مهام الدفاع، (prévôtale) و عمليات خارجية.

منذ عام 2009، الدرك، هي جزء من القوات المسلحة الفرنسية، ومربوط بوزارة الداخلية. القانون رقم 2009-971 من 3 أغسطس 2009.

## الروابط الخارجية
- Site officiel de la Gendarmerie (ministère de l'Intérieur)
- Site officiel de la Gendarmerie (ministère de la Défense)